# أنباء آسيا الدولية ضد مؤسسة ويكيميديا
أنباء آسيا الدولية ضد مؤسسة ويكيميديا (CS(OS) 524/2024) هي قضية تشهير مدنية جاريةٌ في الهند.
رفعت «شركة أنباء آسيا الدولية ميديا الخاصة المحدودة» دعوى تشهير بقيمة 2 كرور روبية (حوالي 240 ألف دولار أمريكي) ضد مؤسسة ويكيميديا (WMF) بسبب مقالة ويكيبيديا الإنجليزية عن وكالة أنباء آسيا الدولية (ANI).
حذر القاضي نافين تشاولا، من أن المحكمة قد تأمر حكومة الهند بإغلاق موقع ويكيبيديا في البلاد. ووصف النقاد أمر القاضي الذي يأمر مؤسسة ويكيميديا بالكشف عن هويات المحررين الذين أجروا التعديلات بأنه رقابةٌ وتهديدٌ لتدفق المعلومات.
وعقب تحذير أصدرته محكمة دلهي العليا [الإنجليزية] في أكتوبر/تشرين الأول 2024 بأنَّ المقالة قد تنتهك قواعد الإجراءات القضائية، مع أمر إزالةٍ لاحق، علّقت مؤسسة ويكيميديا الوصول إلى مقالة ويكيبيديا الإنجليزية والتي تحمل عنوان «Asian News International vs. Wikimedia Foundation»، مما أدى إلى حجبها عن قرّاء ومحرري الموسوعة الإلكترونية. ولكن المقالة استعيدت في 9 مايو 2025، وذلك بعد استئناف مؤسسة ويكيميديا وحكم المحكمة العليا الهندية لصالح ويكيميديا.